# Sommavulkaan

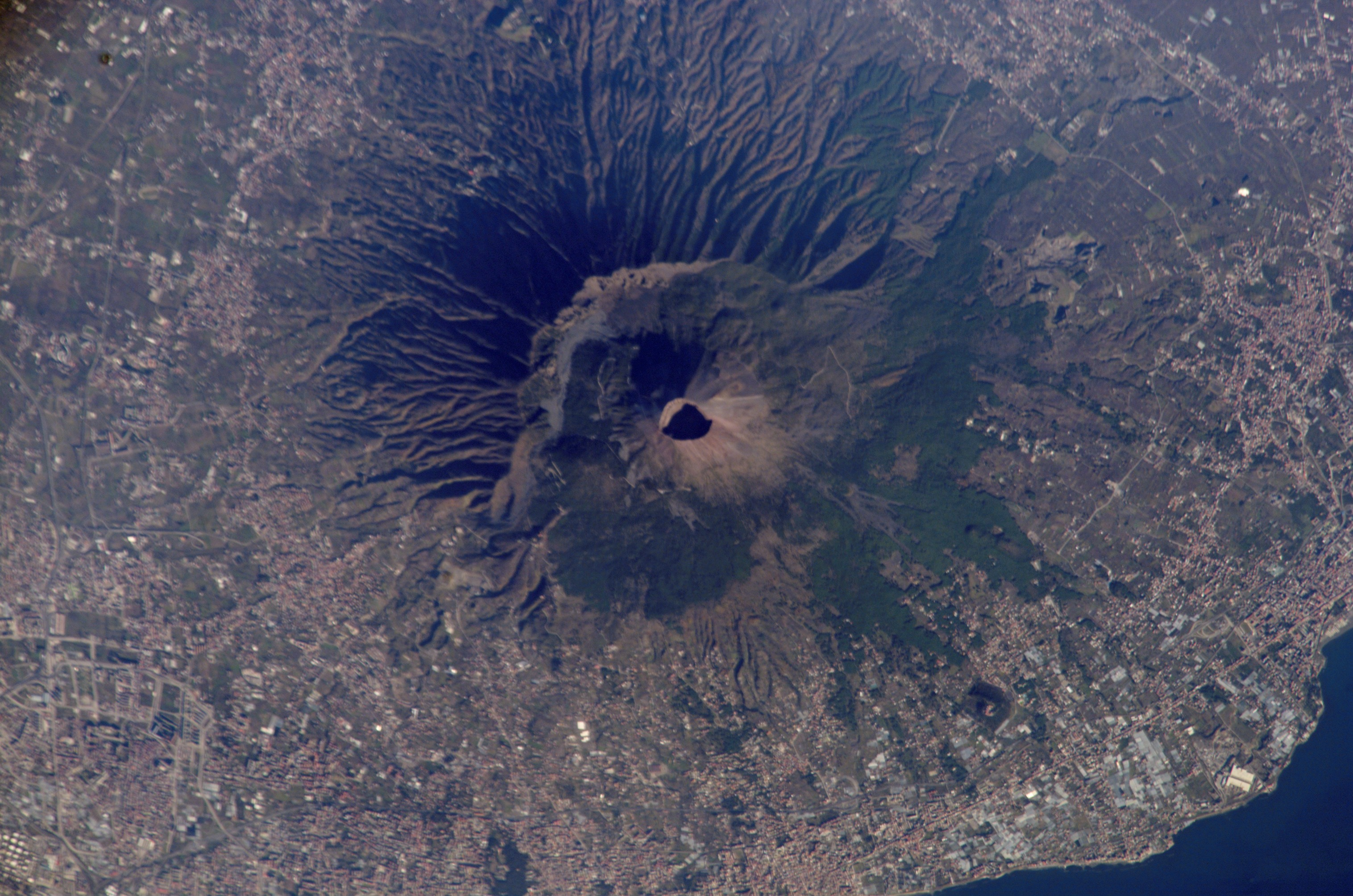
De kraters van Monte Somma (buitenrand) en Vesuvius (binnenin)

Een sommavulkaan is een vulkaantype dat gevormd wordt als in de krater van de ene vulkaan zich een nieuwe vulkaan vormt. Zo ontstaat in feite een dubbelvulkaan. Het wordt ook wel "omwalde vulkaan" genoemd.

## Naamgeving
De sommavulkaan is genoemd naar het bekende voorbeeld ervan, de Monte Somma in Italië. Deze sommavulkaan bestaat uit een oudere stratovulkaan en een tweede krater, de Vesuvius.

## Sommavulkanen
De meest complete sommavulkanen worden gevonden op het schiereiland Kamtsjatka en op de Koerilen, zoals:
- Aira (Kyūshū, Japan)
- Ebeko (Paramoesjir, Koerilen, Rusland)
- Kolokol-groep: Kolokol, Berg, Borzov, Trezubetz (Oeroep, Koerilen, Rusland)
- Medvezhia (Itoeroep, Koerilen, Rusland)
- Milna (Simoesjir, Koerilen, Rusland)
- Oerataman (Simoesjir, Koerilen, Rusland)
- Zaretsjny (Kamtsjatka, Rusland)
- Taal (Batangas, Filipijnen)

De Teide op Tenerife is ook een jonge vulkaan in een oude caldera.